# Црква Светог Јакова на Чиову
Црква Светог Јакова на Чиову је римокатоличка црква у саставу Сплитско-mакарске надбискупије и Сплитско-далматинске жупаније, у општини Трогир и заштићено културно добро у Републици Хрватској.  У данашњем облику саграђена је 1709. године новцем који је у ту сврху наменио трогирски бискуп Иван Купарео (1684-1694). Црква је саграђена на месту покрај мање старије цркве из касног средњег века са квадратним презбитеријумом. Данас се у цркви налазе три олтара.

## Положај
Црква Светог Јакова се налази у улици Пут Светог. Анте 46, у трогирском предграђу и старом насељу, које се развило у делу острва Чиова које је најближе Трогиру. Због свог саобраћајног и стратешког значаја за град, ово предгарђе Чивоа    је већ почетком 13.  века повезано  мостом, јер је на том месту најужи  део морског канала између Трогир и Чиова, широк између 150 и 200 метара.
Црква је недалеко од некада старог пута који се од моста према истоку, успиње под падинама брега Балан и води према истоку, до села Жедно.

## Историја
Будућем предграђу на острву Чиову, у чијем саставу се налази црква Светог Јакова претходила је једна читава просторна мрежа цркава  делимично већ у ранохришћанском раздобљу,  које су због ненасељеностиострва, углавном у вези са пустињачки живот монаха.
Развоју предграђа уз новоизграђени мост који је спајао Трогир са Чиово  претходила је градња две цркве,  цркве Светог Петра од Дрофина и цркве Светог Јакова смештена у близини моста уз пут који је касније постао главна комуникација унутар предграђа. Изградља ових цркава наговестила је још у средњем веку могућност развоја будућих предграђа на Чиову.

Изградња најстарије цркве Светог Јакова везује се за средњи век и поштовање култа Светог Кристофора, који је преко воде пренео Исуса и Светог Јакова, заштитника путника и ходочасника, што је утицало на то да вероватно црква Светог Јакова добије овај назив у складу са својим положајем поред места на коме се вековима  из града Трогира, ходочасници и други становници прво бродовима а онда чиовским мостом преко мора долазило на хридине Чиова. Дуња Бабић у својој докторској дисертацији упоређује овај култ са оним из Задра 
...где се изван градских зидина, уз само море, на месту важног пристаништа налази црква Светог Јакова.
Првобитна црква Светог Јакова, којa се може датирати у раносредњовековно раздобље, јер према записима бискупа Манола на месту ове цркве налазило се гробље, па он претпоставља да је то било и пре изградње нове цркве, односно да је подручје око цркве било старо гробље, вероватно из још ранијих фаза, када је око цркве, боравило доста пустињака и испосника.

Првобитна раносредњовековна црка обновљена је и проширен у 15. веку заслугом имућног грађанина Трогира Марка Ћипика, о чему хроничар Трогира Павао Андреис овако пише: 
Црква Светог Јакова Апостола била је у старо време мала и тесна, а повећао ју је у садашње стање Марко Ћипико, који је побожно одан Светом Кристофору Мученику, измолио овлашћење да је поновно сагради и повећа у његову част.
 Обнова цркве се  везује  за почетака стварања једног од предграђа око чиовског моста, односно настељавање новог становништва у овом делу Чиова  (као одраз демографског и просторног развоја у околном простору), што је наметало потребу за старање бољих услова за одржавање верске службе у конфорнијој цркви, која је могла да прими већи број верника, а не у старој и трошној раносредњовековној цркви.
Као ктитор и наручилац опреме новосаграђене цркве Марко Ћипико (+1417), је према наводима Вицка Целио Цега овлашћење за обнову цркве, од црквених великодостојника добио 1406. године.
Након скоро три века следила је замена старе, вероватно трошне и неугледне цркве, новим храмом.  Овај грађевински подухвати око подизање нове и много веће цркве треба посматрати у контексту поновног раста предграђа око цркве и пораста броја становника који је уследио у другој половини 17. века.  Међутим поред потребе за  изградњом веће цркве, наметнла се и потреба да се рушењем старе цркве прошири кућа Петра и Ивана Нутризија која се налазила  северно од цркве. То се може закључити и из записа насталог током посета тригисрског бискупа  Дидака Маноле, 1.700. који наводи да је стара црква била наслоњена на сам зид баште Нутризио, поред улаза у њихово двориште.
Цркву Светог Јакова је на новој локацији, близу старе цркве изнова су саградили 1708. године Петар  и Ивана Нутризио на властити трошак  (propriis expensis)  по одобрењу бискупа Ивана Купареа.   Црква чију градњу су наручили  Петар  и Иван  Нутризио, након завршетка од старе цркве, подигнуте заслугом Ћипика,  није задржала никакве делове, јер је према подацима из визитација трогирских бискупа Дидака Маноле и Антуна Качића  црква саграђена западније од постојеће средњовековне цркве, и  дома Нутризио.

### Историја братства Светог Јакова на Чиову
Братство Светог Јакова на Чиову, које је бринуло о Цркви Светог Јакова, било је једно од најстаријих на острву  и једно од најдуготрајнијих трогирских братстава. То старо братство острвљана које је учествовала у конгрегацији грађана и пука, спомену је у својим делима Павао Андреис, а о њој постоје и подаци и у готово свим записима било са апостолских, било са бискупских визитација. Тако нпр. у записима из визитације трогирског бискупа Дидака Маноле може се прочитати како је...
...стара братовштина ходочасника Светог Јакова из  Compostelle (Societas peregrinantia ad Sanctis Jacobus in Compostelle) основана 1452., у време бискупа Јакоба Торлона, дужда Франческа Фоскарија и ректора Бендета Контаринија.
 Док се из регуле (матрикуле) братовштине, може сазнати...
...да је сваки будући братим пре неголи је приступио морао обавити ходочашће Светом Јакобу у Галицији и дати 20 солди, а онај који то не би обавио, био је дужан подарити 40 солди.
Братство Светог Јакова било је, попут многих других братстава  у чиовском предграђу, и  једно време искључиво професионално братство које је окупљала рибаре (како је 1603. година то записао визитатор Приули  (confraternitas piscatoris), али и друге становнике.
Братство је функционисало као средишња установа верског и друштвеног живота једног од предграђа Ћиова па се још донедавно становништво предграђа делило на браћу Јаковљане (везану за цркву Сверог Јакова) и Осибаре (браћу везану за цркву Свето Јосипа, раније Светог Лазара).  У време писања водича по Трогиру од стране Иве Делале 1936. године, братство Светог Јакова још је било активно.

У записима о Чиову и његовим црквама из 1900. године Франо Мадираза који је описивао братства у околини Трогира, посебну пажњу дао је братствима у предграђу на Чиову, посебно овом Светог Јакова, и описао њихове...
...беле тунике, балдахине, окупљања браће, од тежака, занатлија до грађана, када су испраћали покојне чланове братства и посебно сликовите процесије на Велики Петак када се низ уске улице предграђа сливала светина људи према мосту и обали.

## Изглед старе цркве из 15. века
На основу првих истраживања стара средњовековна црква се налазила дуж линије морске обале Јадранског мора и предграђа, и била је смештена готово уз саме морске хриди. Из записа трогирских бискупа дознаје се да је та црква била знатно мања од постојеће и да је имала димензије сличне цркви Светог Петра у предграђу.
Трогирских бискуп Манола је на месту те старије цркве констатова гробље па се може претпоставити да се оно ту налазило и пре изградње нове цркве односно да је подручје око цркве било старо место укопа, вероватно  још из ранијих фаза, када су око цркве, боравиле реклузе. О старој цркви сачуван је и опис који је дао и апостолски визитатор Агостино Валијер 1579. године.

## Изглед цркве из 1708.
Жупна црква Светог Јакова на Чиову у Трогиру је једнобродна грађевина са барокним порталом на прочељу, розетом и преслицом на два лука, оријентисана исток — запад.  Димензије брода су 11,60 x 6 метара, а презбитеријума  4,40 x 4 метар. На цркви су двоја врата, на предњој и на јужној страни наоса. Изнад врата на фасади налази се прелепа камена розета са осам кракова, а на врху фасаде  преслица са два звона, накнадно подигнута. На зидовима апсиде види се да је овај део цркве дограђен, па се у апсиди налази главни олтар, а у источном наставку једноспратна сакристија. Звоно  је  било у прозору испод звоника, који је до данас остао на фасади.
Зидана је од правилно исклесаног камена, а у унутрашњости је омалтерисана. Покривена је кровом на две воде са купом каналницом. На бочним прочењима су овални прозори  са украсним профилима.
На певници изнад главних врата су оргуље, дело чувеног мајстора  Gaetana Callida, ученика Петра Накића, купљено 1803. године.
Црква има три олтара: главни посвећен Светом крсту, северни Светом Ивану Трогирском а јужни Госпи.
Главни олтар посвећен је Часном крсту. У барокној ниши налази се готичко распеће из 15. века. Испред тог олтара постављен је олтар према верницима. На десном бочном олтару налази се пала која приказује Госпојино узнесење са Светим Јаковом, Светим Луком и Светим Франом Ксаверским. Пала је по свом изгледу полиптих, и потписано је дело Блажа Јурјева Трогиранина, у којем је у средини рељеф са ликом Светог  Јаков под којим клече браћа.   Према називу цркве тај се  олтар назива олтаром Светог Јакова.
На левом бочном олтару је пала Светог. Ивана Трогирског, а састране су апостоли Свети Филип и Свети Јаков. У цркви је некада био чувени полиптих са дрвеним рељефом Светог Јакова, дело Блажа Јурјева из Трогира из 1436. године. који се сада чува у пинакотеци у цркви Светог Јована Крститеља.

## Заштита и обнова
Статус непокретно културно добро
Под ознаком З-4378 црква Светог Јакова на Чиову регистрована је као непокретно културно добро - појединачно, правног статуса заштићено културно добро, класификовано као „сакрално архитектонско наслеђе“ Републике Хрватске. Није под заштитом УНЕСКО-а.  
Статус покретно културно добро
Полиптих Блажа Јурјева, који се сада чува у пинаконотеци у цркви Светог Јована Крститеља у Трогиру, готско распеће,  на олтару Светог Јакова, оргуље и неколико других уметничких дела у овој цркви унет  je у Регистар покретних споменика културе Републике Хрватске.
Обнова цркве

О обнови цркве у новије време говори постављен натпис на хрватском, 
 Током ових радова стипеси бочних олтара су уништени; истом приликом уклоњено је и неколико вредних уметничких дела, укључујући и слике у медаљонима.